# Kameno, Herceg Novi
Kameno este un sat din comuna Herceg Novi, Muntenegru. Conform datelor de la recensământul din 2003, localitatea are 146 de locuitori (la recensământul din 1991 erau 156 de locuitori).

## Demografie
În satul Kameno locuiesc 104 persoane adulte, iar vârsta medie a populației este de 40,8 de ani (35,4 la bărbați și 45,7 la femei). În localitate sunt 41 de gospodării, iar numărul mediu de membri în gospodărie este de 3,56.
Populația localității este foarte eterogenă.
|  |

| Demografie | Demografie | Demografie |
| An         | Locuitori  | Locuitori  |
| ---------- | ---------- | ---------- |
|            |            |            |
|            |            |            |
|            |            |            |
|            |            |            |
| 1948       | 319        |            |
| 1953       | 298        |            |
| 1961       | 296        |            |
| 1971       | 259        |            |
| 1981       | 229        |            |
| 1991       | 156        | 148        |
| 2003       | 146        | 146        |

| \| Componența etnică conform recensământului din 2003[2] \| Componența etnică conform recensământului din 2003[2] \| Componența etnică conform recensământului din 2003[2] \| Componența etnică conform recensământului din 2003[2] \| Componența etnică conform recensământului din 2003[2] \| \| ----------------------------------------------------- \| ----------------------------------------------------- \| ----------------------------------------------------- \| ----------------------------------------------------- \| ----------------------------------------------------- \| \| \| \| \| \| \| \| Sârbi \| Sârbi \| \| 75 \| 51,36% \| \| Muntenegreni \| Muntenegreni \| \| 31 \| 21,23% \| \| Sloveni \| Sloveni \| \| 1 \| 0,68% \| \| Iugoslavi \| Iugoslavi \| \| 1 \| 0,68% \| \| necunoscută \| necunoscută \| \| 0 \| 0% \| |              |  |    |        |
| Componența etnică conform recensământului din 2003 |              |  |    |        |
| |              |  |    |        |
| Sârbi | Sârbi        |  | 75 | 51,36% |
| Muntenegreni | Muntenegreni |  | 31 | 21,23% |
| Sloveni | Sloveni      |  | 1  | 0,68%  |
| Iugoslavi | Iugoslavi    |  | 1  | 0,68%  |
| necunoscută | necunoscută  |  | 0  | 0%     |